# 잭 벤더
잭 벤더(Jack Bender, 1949년 9월 25일 ~ )는 미국의 텔레비전 드라마 감독이자 배우, 각본가로 로스트, 더 소프라노스, 카니발레, 앨리어스, 보스턴 퍼블릭의 감독을 맡았으며 최근 알파스라는 파일럿 에피소드의 감독을 맡은 바가 있다.
배우로서는 게스트로 가족의 모든 것, 더 밥 네우하트 쇼, 더 매리 타일러 무어 쇼를 맡았으며 조연으로 오리 백만장사, 새비지, 맥너던의 딸에 등장했다.